# Guelra
Guelra (en gallego y oficialmente, A Guelra) es un caserío de la parroquia española de Noicela, situado en el municipio de Carballo, provincia de La Coruña, comunidad autónoma de Galicia. Se encuentra en la parte nororiental de la comarca de Bergantiños.

## Historia
El caserío es mencionado por Pascual Madoz como Gerla.

## Evolución de la población
| Gráfica de evolución demográfica de Guelra entre 2010 y 2020 |
|                                                              |
| Datos según el nomenclátor publicado por el INE.             |